# Ahorro

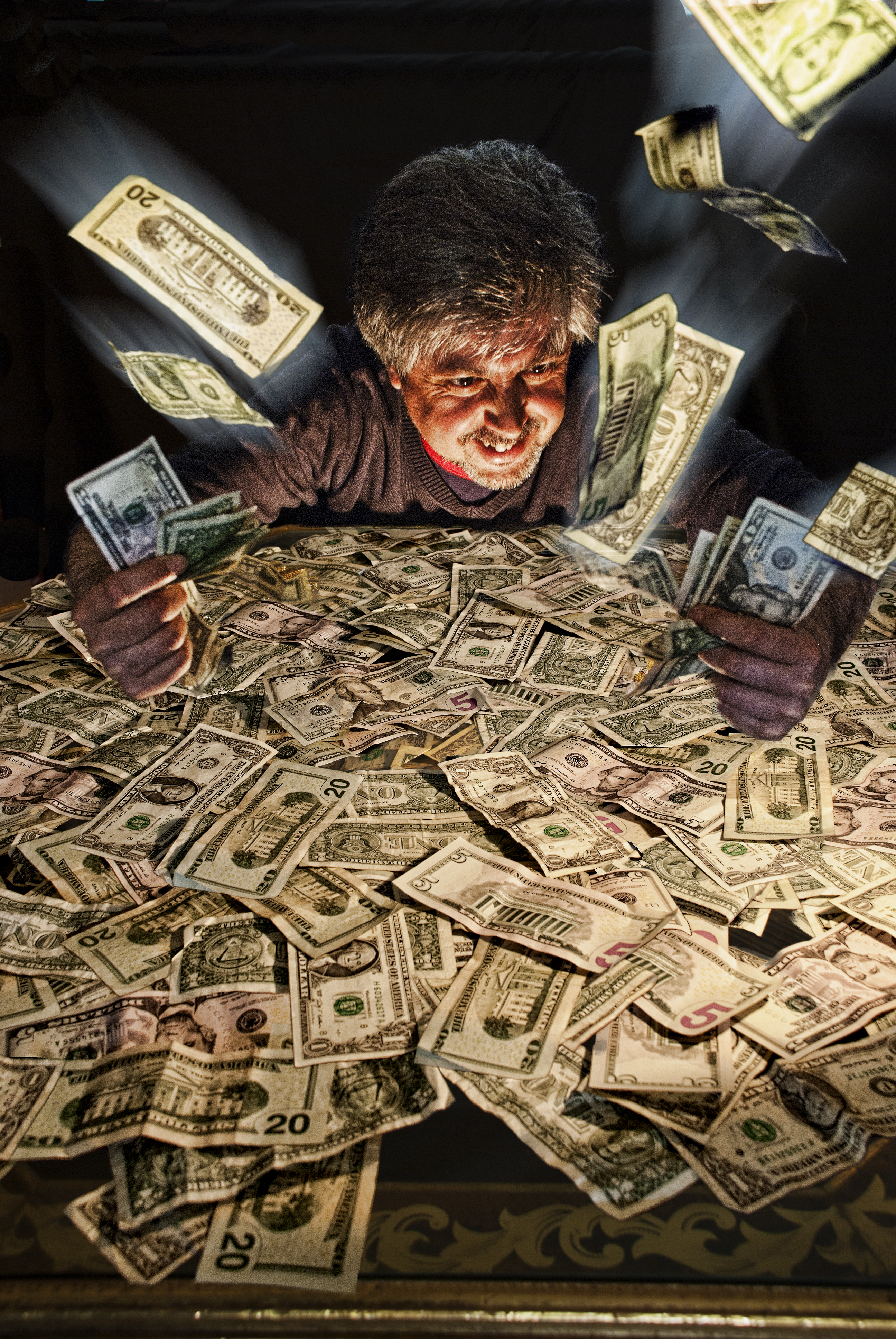
Tradicionalmente, se asoció la avaricia con el afán desmedido por ahorrar

El ahorro es la acción de separar una parte de los ingresos que obtiene una persona o empresa con el fin de guardarla para su uso en el futuro, ya sea para algún gasto previsto o imprevisto, emergencia económica o una posible inversión. En términos de teoría económica el ahorro se refiere a la parte de la renta o del ingreso no dedicada a consumo, sino a otros fines y es un concepto económico importante. Existen diversas modalidades de ahorro así como diversos instrumentos financieros destinados para incrementar el ahorro que se pretende realizar.

## Definición e historia
El ahorro es la diferencia entre ingreso y consumo, cuando una persona o institución gasta (consume) menos de lo que gana (ingresa), se dice que ahorra; al contrario, cuando gasta más de lo que gana se dice que desahorra (ahorro negativo). El ahorro es una de las variables más importantes del ciclo económico y lo afecta directamente.
Desde tiempos antiguos ya se manejaba esta actividad, aunque no con bienes económicos principalmente. En Egipto y China se guardaban frutos de las cosechas obtenidas en forma de ahorrar ese bien material a futuro. En 1462 se fundó la primera organización del ahorro, un monte de piedad, para cuidar a los integrantes del robo parcial o total. Por esa época también se comenzaron a crear los Bancos.

## Clasificación
El ahorro se puede clasificar en ahorro privado y en ahorro público.
- El ahorro privado es aquel que realizan las organizaciones privadas que no pertenecen al estado (básicamente familias, instituciones sin ánimo de lucro y empresas).[3]
- El ahorro de una empresa privada autónoma, equivale a su beneficio, menos la parte de este que es repartida a sus propietarios o accionistas en forma de dividendos o participación en beneficios.[3]
- El ahorro de las familias es igual a la renta disponible familiar menos el consumo privado y los impuestos.[3]
- El ahorro público lo realiza el estado, el cual también recibe ingresos a través de impuestos y otras actividades, a la vez tiene gastos corrientes (por ejemplo pago de salarios públicos, compra de bienes de consumo etc) e inversión pública en capital físico (por ejemplo en infraestructura de carreteras, puentes, escuelas, hospitales, etc.). Cuando el Estado ahorra quiere decir que sus ingresos son mayores que sus gastos corrientes y se presenta un superávit fiscal sin contar la inversión pública, el caso contrario conduciría a un déficit fiscal.[3] La inversión pública es parte del ahorro, no del consumo.[4]
- También se puede ahorrar invirtiendo en diversos activos como pueden ser, bienes inmuebles, instrumentos de inversión o fondos de retiro AFORES.[3]
- Otro tipo de ahorro es el ahorro para el retiro que consiste en que las personas inviertan de forma voluntaria una parte de sus ingresos a su AFORE y en conjunto con la aportación obligatoria y la aportación voluntaria se dé una cantidad de dinero mayor para el momento de la jubilación de las personas que realizan esto, es importante que las personas estén conscientes de las características que maneja su AFORE[5] debido a que deben escoger la que les ofrezca mejores servicios puesto que es donde depositarán su confianza y su dinero durante sus años laborales. Además es importante que los usuarios de las AFORES conozcan los derechos que tienen y como deben solicitar la pensión al momento de retirarse o en su defecto, su liquidación.

En Argentina hay un sistema que permite el ahorro a través de Unidades de Vivienda. El sistema de ahorro UVIs tiene como principal ventaja mantener el valor de la inversión.

## Ahorro en macroeconomía

### Ahorro nacional
El ahorro nacional es la suma del ahorro público y el privado. En ausencia de creación de dinero o gasto público, el ahorro nacional viene dado por la diferencia entre la renta nacional o valor del conjunto de bienes producidos y el consumo:

(1){\displaystyle A={\text{PIB}}-C\qquad \Leftrightarrow \qquad {\mbox{ahorro}}={\mbox{PIB}}-{\mbox{consumo}}}

De hecho este ahorro puede relacionarse con el consumo nacional (C), la cantidad de bienes exportados (X), la cantidad de bienes importados (M) y la cantidad de inversión (I) en la identidad fundamental de la contabilidad nacional:

(2){\displaystyle A-I=X-M\qquad \Leftrightarrow \qquad {\mbox{ahorro}}-{\mbox{inversiones}}={\mbox{exportaciones}}-{\mbox{importaciones}}}

Esta igualdad se deduce de la propia definición del producto interno bruto (PIB) evaluado a precios de mercado 

(3){\displaystyle Y={\text{PIB}}_{pm}+M=C+I+X\,}

En el caso de que exista gasto público (G) con creación de deuda o dinero, así como impuestos (T), la igualdad (2) debe ser modificada a:

(4){\displaystyle (A-I)+(G-T)=X-M}

### Ahorro y política económica
El ahorro se encuentra influido y determinado por las políticas económicas que siga un Estado (este puede afectar las tasas de interés y otras variables que afectan el ahorro). Los cambios en la tasa de interés, por ejemplo, pueden hacer que los ahorradores se sientan motivados o desmotivados a ahorrar. Un aumento en las tasas de interés puede hacer que los ahorradores tengan más razones para disminuir su consumo y ahorrar, o bien puede tener el efecto opuesto. A iguales niveles de ingreso, depende de dos efectos conocidos como efecto ingreso y efecto sustitución. Así como el aumento de las tasas de interés puede incentivar a los socorristas a consumir menos para ahorrar más, puede suceder que, al ser mayor el rendimiento del ahorro, se pueda cumplir la meta de acumulación prevista destinando una porción mayor del ingreso al consumo presente. Esta alza en las tasas de interés se puede deber, por ejemplo, a las formas en que el gobierno obtiene los recursos para sus actividades. Si el gobierno decide pedir recursos prestados al sistema financiero en una cantidad importante, las tasas de interés subirán.
El ahorro es igualmente importante para el futuro y el presente económico de cualquier nación. La producción de una empresa, por ejemplo, involucra algunos recursos que son limitados, como la tierra. Si esta quiere mejorar su producción y tiene problemas con recursos limitados, debe buscar cómo mejorar su producción basándose en inversiones (por ejemplo en tecnología o en máquinas). Si la empresa ahorra durante un periodo determinado, tendrá la posibilidad de acceder más fácilmente, a través de créditos, a esas maquinarias o a esa tecnología o a otros recursos económicos. Igualmente, si los bancos tienen más ahorros en las cuentas, tendrán más dinero para prestar y no será necesario que las personas, las empresas o el Estado pidan recursos en el exterior. Esto, en general, facilita e incentiva la actividad económica y el crecimiento en un país.

### Política fiscal y ahorro
Toda inversión ha de financiarse con ahorro, que, en su mayoría, procede de la economía nacional, mientras que el ahorro externo se limita, normalmente, a complementar el ahorro interno.
Dentro de la economía nacional, el sector privado es, con mucho, la fuente principal de ahorro. Las transferencias a los hogares, incluidos los pagos de prestaciones sociales, son el cauce principal a través del cual el gasto público afecta a la acumulación de ahorro privado. En este contexto, hay que tener presente que las transferencias podrían tener un efecto negativo sobre el ahorro.
Por ahora, las pensiones constituyen la partida más importante de los sistemas públicos de prestaciones y, de mantenerse las políticas actuales, se prevé un considerable aumento del gasto para el futuro. El retraso de la jubilación efectiva y la introducción de nuevos planes de pensiones basados en mayor grado en el régimen de capitalización conllevarían un mayor nivel de ahorro en relación con el segmento de población de mayor edad, que podría tener un impacto positivo sobre el ahorro agregado.
Con todo, parece razonable llegar a la conclusión de que, a juzgar por la evidencia empírica, los elevados impuestos que financian sectores públicos de gran magnitud suelen afectar negativamente al ahorro y, en consecuencia, a la inversión y al crecimiento. Al igual que los impuestos sobre las rentas del trabajo desincentivan el empleo, los impuestos sobre el ahorro tienden a desincentivar este y a estimular el consumo. Especialmente los impuestos sobre las sociedades, aunque también otros impuestos sobre las rentas del capital, son probablemente la causa de una disminución del ahorro privado en la medida en que reducen su rendimiento neto.

## Ahorro en microeconomía

### Propensión marginal al ahorro
La propensión marginal al ahorro (PMA) es el porcentaje que se destina al ahorro de cada unidad monetaria (euro, dólar, peso, etc.) adicional que se recibe. Cuando recibimos una unidad monetaria adicional de renta cuanto de esta dedicamos al ahorro. Se puede decir que la propensión marginal al ahorro está íntimamente ligada a la propensión marginal al consumo (PMC).

{\displaystyle {\mbox{PMA}}=1-{\mbox{PMC}}\,}

Debe recordarse la renta obtenida puede tener dos destinos alternativos y únicos el consumo y el ahorro. Eso significa que cada nuevo euro de renta debe dividirse entre consumo adicional y ahorro adicional. Así, por ejemplo, si la PMC es 0,75, la PMA tendrá que ser 0,25. Comprobamos que la comparación confirma que en cualquier nivel de renta la PMC y la PMA siempre tienen que sumar exactamente 1, ni más ni menos. Así pues, sabemos que siempre y en todo lugar PMA = 1 - PMC.